# Megličasta zgostitev
Megličasta zgostitev, zgostitev mlečnega stekla ali vzorec mlečnega stekla (angl. ground glass attenuation) je pri slikanju pljuč z rentgenom meglena motnost (opačnost) tkiva ali pri računalniški tomografiji nejasno povečana gostota pljuč, pri tem pa niso zabrisane žile. Gre za posledico prisotnosti tekočine, kolabiranja dihalnih poti, fibroze ali prisotnosti novotvorbe. Če določena snov zapolnjuje del pljučnega tkiva, v katerem se sicer nahaja zrak, to poveča gostoto tega dela tkiva na posnetkih, prisobljenih s slikovnimi tehnikami. Tako na rentgenskem kot računalniškotomografskem posnetku je tak predel bolj siv in meglen v primerjavi s temnim zdravim pljučnim tkivom. Takšne zgostitve so lahko vidne tudi v zdravih pljučih, vendar pogosto kažejo na patološko dogajanje, ki ga povzroča okužba, intersticijska pljučna bolezen ali pljučni edem. Kadar so žile zaradi infiltrata zabrisane, govorimo o konsolidaciji (ne o zgostitvi).

## Covid-19
Megličaste zgostitve spadajo med najpogostejše najdbe na posnetkih pljuč pri bolnikih s potrjenim covidom-19. Sistematični pregled raziskav je pokazal, da ima več kot 80 % bolnikov s covidom-19 in nepravilnostmi na CT-posnetkih pljuč prisotne prav megličaste zgostitve, več kot 50 % pa jih ima tako megličaste zgostitve kot konsolidacije. Megličaste zgostitve v kombinaciji s konsolidacijami so na posnetkih pogostejše pri starejših bolnikih.
V več študijah so opisali vzorce na posnetkih pljuč pri bolnikih ob sprejemu, med obravnavo in ob odpustu iz bolnišnice. Izhodiščni posnetki najpogosteje pokažejo megličaste zgostitve ob robovih pljučnih kril. Pogosteje sta prizadeta spodnja pljučna režnja, vendar so tudi pri bolnikih zgodaj v razvoju covida-19 poročali tudi o prizadetosti zgornjih režnjev in desnega srednjega režnja. V tem se covid-19 razlikuje od dveh sorodnih koronavirusnih okužb, SARS-a in MERS-a, pri katerih je ob izhodiščnem slikanju prizadeto običajno le eno pljučno krilo. Z napredovanjem covida-19 običajno postajajo megličaste zgostitve na posnetkih bolj difuzne, pogosto se razvijejo v konsolidacije. Občasno se razvijejo tudi tako imenovani vzorci »crazy paving« in zadebelitve interlobularnih septumov (pretinov, ki razmejujejo pljučne režnjiče). Najhujše nenormalnosti na CT-posnetkih se pogosto pojavijo v prvih dveh tednih od nastopa simptomov. Pri številnih bolnikih nato z izboljšanjem simptomov sledi tudi izboljšanje CT-posnetkov. Pri nekaterih bolnikih pa se stanje poslabšuje tako glede simptomatike kot najdb na CT-posnetkih; intralobularni septumi se nadalje zadebeljujejo, čedalje več je megličastih zgostitev in konsolidacij. Pri teh bolnikih lahko bolezen napreduje v sindrom akutne dihalne stiske, ki zahteva intenzivnejše zdravljenje.
Preliminarna poročila so pokazala, da imajo številni bolniki tudi ob odpustu iz bolnišnice na CT-posnetkih pljuč še prisotne megličaste zgostitve. Večjih raziskav o dolgoročnih posledicah teh sprememb na pljučih še ni. Obstajajo pa podatki o dolgoročnih spremembah na pljučih pri bolnikih, ki so preboleli SARS ali MERS, kar lahko kaže na to, da tudi akutni covid-19 lahko pri nekaterih bolnikih zapusti podobne trajnejše zaplete.